# Crkva sv. Ćirila i Metoda u Karlovcu
Crkva sv. Ćirila i Metoda u Karlovcu bila je neoromanička katolička crkva u Karlovcu, građena prema nacrtu Hektora Eckhela. Bila je smještena u središtu grada, pokraj Zorina doma i djevojačke pučke škole. Dovršena je 1910., a srušile su je 1950. komunističke vlasti.
Građena je na poticaj dubovačkog župnika Alojzija Hegedića od 1905. do 1910. Zbog lošega statičkog izračuna, bila je zatvorena i čekala popravak. Bila je dugačka 44 m, široka 18 m i visine zvonika 56 m. Građena je za prihvat dvije tisuće ljudi.
1948. proglašena je ruševinom. Nakon pritužbe, komisija pri Narodnom odboru je nakon očevida preporučila rušenje, s kojim je započeta osamnaest dana kasnije, na blagdan sv. Ćirila i Metoda 5. srpnja 1948., i trajalo je dvije godine.